# Ruth Piepho
Ruth Piepho, eigentlich Ruth Margarete Gerda Piepho (* 21. Mai 1920 in Dresden; † 2. August 1996) war eine deutsche Schauspielerin, Synchronsprecherin und Hörspielsprecherin.

## Leben
Piepho erhielt ihre Ausbildung von 1941 bis 1943 an der Akademie für Theater am Staatstheater Dresden. An der Akademie Dresden gab sie auch ihr Debüt in Rose Bernd. Als Jugendliche Heldin, Liebhaberin und Charakterspielerin wirkte sie von 1943 bis 1944 in Gablonz, von 1944 bis 1945 in Kattowitz/Königshütte, 1945 am Zehlendorfer Theater Berlin, 1947 bis 1948 am Renaissancetheater sowie an der Tribüne, der Bühne der Jugend und an der Berliner Volksbühne, 1948 bis 1949 ausschließlich an der Volksbühne, 1950 wieder an der Tribüne, von 1953 bis 1954 am Schillertheater und 1954 am Hebbel-Theater sowie an der Tribüne.
Sie verkörperte unter anderem Adriana in Die Komödie der Irrungen (1948), Vivie in Shaws Frau Warrens Gewerbe (1953) und Erie in Kirsts Galgenstrick (1954). Eine wichtige Filmrolle übernahm sie in dem DEFA-Spielfilm Quartett zu fünft. Für den Hörfunk war sie bei Buchbesprechungen, beim Schulfunk, bei Hörspielen und Lesungen aktiv (RIAS, NWDR, SFB). Als Synchronsprecherin lieh sie Gail Russell in Die Nacht hat tausend Augen (1948), Kathleen Hughes in Gefahr aus dem Weltall (1953),  Virginia Grey in Was der Himmel erlaubt (1956) und Jane Wyatt in Der letzte Akkord (1957) ihre Stimme.

## Filmografie
- 1949: Quartett zu fünft
- 1954: Meine Schwester und ich
- 1954: Herr über Leben und Tod
- 1971: Recht oder Unrecht: Der Fall Meinberg
- 1976: Direktion City: Nächtliches Interview